# Bonjol (Dharmasraya)
Bonjol is een bestuurslaag in het regentschap Dharmasraya van de provincie West-Sumatra, Indonesië. Bonjol telt 3009 inwoners (volkstelling 2010).